# Chikhura Satchkhere
Maillots
Le Football Club Chikhura Satchkhere (en géorgien : საფეხბურთო კლუბი ჩიხურა საჩხერე), plus couramment abrégé en Chikhura Satchkhere, est un club géorgien de football fondé en 1938 et basé dans la ville de Satchkhere.

## Histoire
À compter de la chute de l'Union Soviétique, le club évolue régulièrement en seconde division. 
À la fin de la saison 2011-2012, le club remporte le titre en deuxième division et accède à l'Umaglesi Liga. 
L'année suivante, le club atteint la finale de la coupe nationale mais s'incline 3-1 face au Dinamo Tbilissi, qui réalise donc le doublé coupe-championnat. De ce fait, le Chikhura Satchkhere participera pour la première fois de son histoire à la Ligue Europa lors de la saison 2013-2014.

## Bilan sportif

### Palmarès
| \| - Championnat de Géorgie : - Vice-champion : 2015-16. - Championnat de Géorgie D2 (2 ) : - Champion : 2005-06 et 2011-12. - Vice-champion : 2008-09. \| \| - Coupe de Géorgie (1) : - Vainqueur : 2017. - Finaliste : 2012-13 et 2013-14. - Supercoupe de Géorgie (1) : - Vainqueur : 2013. - Finaliste : 2014 et 2018. \| |  | |
| - Championnat de Géorgie : - Vice-champion : 2015-16. - Championnat de Géorgie D2 (2 ) : - Champion : 2005-06 et 2011-12. - Vice-champion : 2008-09. |  | - Coupe de Géorgie (1) : - Vainqueur : 2017. - Finaliste : 2012-13 et 2013-14. - Supercoupe de Géorgie (1) : - Vainqueur : 2013. - Finaliste : 2014 et 2018. |

### Bilan par saison
| Saison    | Championnat  | Championnat  | Championnat  | Championnat  | Championnat  | Championnat  | Championnat  | Championnat  | Championnat  | Championnat  | Coupe de Géorgie    |
| Saison    | Division     | Pos          | Pts          | J            | V            | N            | D            | BP           | BC           | Diff         | Coupe de Géorgie    |
| --------- | ------------ | ------------ | ------------ | ------------ | ------------ | ------------ | ------------ | ------------ | ------------ | ------------ | ------------------- |
| 1993-1994 | 2e Ouest     | 13e          | 11           | 26           | 3            | 2            | 21           | 16           | 70           | -54          | N/A                 |
| 1994-1995 | Club inactif | Club inactif | Club inactif | Club inactif | Club inactif | Club inactif | Club inactif | Club inactif | Club inactif | Club inactif | Club inactif        |
| 1995-1996 | 2e Ouest     | 13e          | 33           | 38           | 10           | 3            | 25           | 62           | 124          | -62          | N/A                 |
| 1996-2001 | Club inactif | Club inactif | Club inactif | Club inactif | Club inactif | Club inactif | Club inactif | Club inactif | Club inactif | Club inactif | Club inactif        |
| 2001-2002 | 3e Ouest     | Inconnu      | Inconnu      | Inconnu      | Inconnu      | Inconnu      | Inconnu      | Inconnu      | Inconnu      | Inconnu      | N/A                 |
| 2002-2003 | 3e Ouest     | Inconnu      | Inconnu      | Inconnu      | Inconnu      | Inconnu      | Inconnu      | Inconnu      | Inconnu      | Inconnu      | N/A                 |
| 2003-2004 | 2e           | 6e           | 50           | 30           | 15           | 5            | 10           | 41           | 29           | +12          | Seizièmes de finale |
| 2004-2005 | 2e           | 8e           | 43           | 30           | 12           | 7            | 11           | 38           | 35           | +3           | Seizièmes de finale |
| 2005-2006 | 2e           | 1er          | 78           | 34           | 24           | 6            | 4            | 87           | 34           | +53          | Huitièmes de finale |
| 2006-2007 | 1re          | 12e          | 21           | 26           | 5            | 6            | 15           | 13           | 46           | -33          | Quarts de finale    |
| 2007-2008 | 2e Est       | 5e           | 43           | 27           | 12           | 7            | 8            | 40           | 37           | +3           | Seizièmes de finale |
| 2008-2009 | 2e Est       | 2e           | 64           | 30           | 19           | 7            | 4            | 56           | 21           | +35          | Huitièmes de finale |
| 2009-2010 | 2e           | 6e           | 49           | 28           | 14           | 7            | 7            | 41           | 28           | +13          | Quarts de finale    |
| 2010-2011 | 2e           | 4e           | 66           | 32           | 20           | 6            | 6            | 58           | 25           | +33          | Huitièmes de finale |
| 2011-2012 | 2e           | 1er          | 26           | 14           | 8            | 2            | 4            | 25           | 15           | +10          | Huitièmes de finale |
| 2012-2013 | 1re          | 4e           | 57           | 32           | 17           | 6            | 9            | 49           | 11           | +65          | Finale              |
| 2013-2014 | 1re          | 4e           | 46           | 32           | 13           | 7            | 12           | 56           | 50           | +6           | Finale              |
| 2014-2015 | 1re          | 5e           | 46           | 30           | 13           | 7            | 10           | 39           | 36           | +3           | Demi-finales        |
| 2015-2016 | 1re          | 4e           | 57           | 30           | 17           | 6            | 7            | 53           | 26           | +27          | Demi-finales        |
| 2016      | 1re          | 2e           | 30           | 14           | 9            | 3            | 2            | 29           | 15           | +14          | Demi-finales        |
| 2017      | 1re          | 5e           | 55           | 36           | 17           | 4            | 15           | 47           | 54           | -7           | Vainqueur           |
| 2018      | 1re          | 4e           | 64           | 36           | 19           | 7            | 10           | 54           | 33           | +21          | Huitièmes de finale |
| 2019      | 1re          | 5e           | 47           | 36           | 12           | 11           | 13           | 48           | 44           | +4           | Seizièmes de finale |
| 2020      | 1re          | 9e           | 13           | 18           | 3            | 4            | 11           | 18           | 40           | -22          | Demi-finales        |

Légende
- Vainqueur de la compétition
- Vice-champion ou finaliste de la compétition
- Promotion en division supérieure
- Relégation en division inférieure

### Bilan européen
Note : dans les résultats ci-dessous, le score du club est toujours donné en premier.
| Saison    | Compétition  | Tour             | Club             | Domicile | Extérieur | Total             |
| --------- | ------------ | ---------------- | ---------------- | -------- | --------- | ----------------- |
| 2013-2014 | Ligue Europa | Premier tour Q   | FC Vaduz         | 0 - 0    | 1 - 1     | 1E - 1            |
| 2013-2014 | Ligue Europa | Deuxième tour Q  | FC Thoune        | 1 - 3    | 0 - 2     | 1 - 5             |
| 2014-2015 | Ligue Europa | Premier tour Q   | Horizont Turnovo | 3 - 1    | 1 - 0     | 1E - 1            |
| 2014-2015 | Ligue Europa | Deuxième tour Q  | Bursaspor        | 0 - 0    | 0 - 0 ap  | 0 - 0 (4 - 1 tab) |
| 2014-2015 | Ligue Europa | Troisième tour Q | Neftchi Bakou    | 2 - 3    | 0 - 0     | 2 - 3             |
| 2016-2017 | Ligue Europa | Premier tour Q   | Zimbru Chișinău  | 2 - 3    | 1 - 0     | 3 - 3E            |
| 2017-2018 | Ligue Europa | Premier tour Q   | Rheindorf Altach | 0 - 1    | 1 - 1     | 1 - 2             |
| 2018-2019 | Ligue Europa | Premier tour Q   | Beitar Jérusalem | 0 - 0    | 2 - 1     | 2 - 1             |
| 2018-2019 | Ligue Europa | Deuxième tour Q  | NK Maribor       | 0 - 0    | 0 - 2     | 0 - 2             |
| 2019-2020 | Ligue Europa | Premier tour Q   | CS Fola Esch     | 2 - 1    | 2 - 1     | 4 - 2             |
| 2019-2020 | Ligue Europa | Deuxième tour Q  | Aberdeen FC      | 1 - 1    | 0 - 5     | 1 - 6             |

Légende
- Victoire ou qualification pour le tour suivant
- Match nul
- Défaite ou élimination de la compétition

## Personnalités du club

### Présidents du club
- Nugzar Dekanoidze

### Entraîneurs du club
- Samson Pruidze
- Vakhtang Turmanidze